# Prothema fasciolata
Prothema fasciolata là một loài bọ cánh cứng trong họ Cerambycidae.